# 大阪 - 広島線

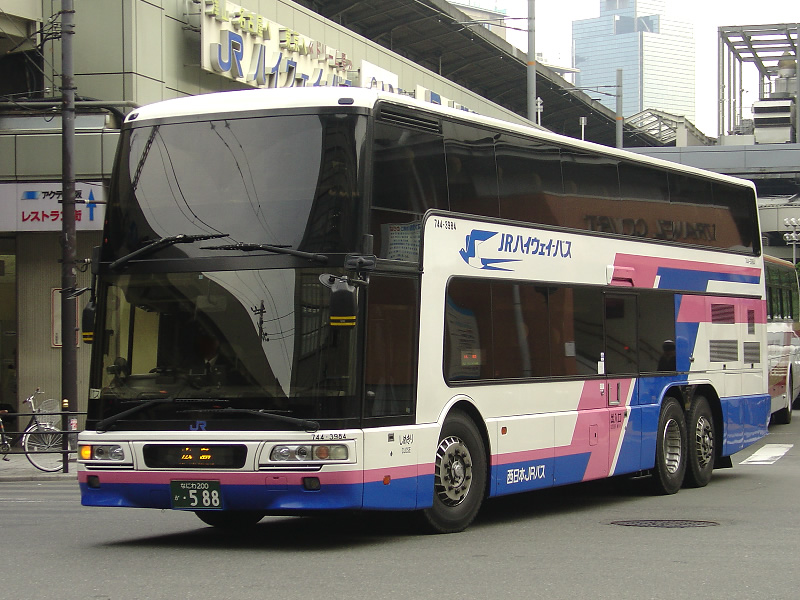
山陽道昼特急広島号 （西日本JRバス）

大阪 - 広島線（おおさか - ひろしません）は、大阪市と広島市を結ぶ高速バス路線である。運行会社と昼夜行の別により以下の5系統に整理できる。本項目ではこれらについて一括して記す。
各系統とも全便予約指定制。乗車前にあらかじめ乗車券を購入しなければならない。

## 運行系統
- 広島エクスプレス大阪号（昼行）
  - 大阪駅JR高速バスターミナル ⇔ 西条駅北口・広島バスセンター・広島駅新幹線口
- 広島ドリーム大阪号（夜行）
  - 大阪駅JR高速バスターミナル ⇔ 西条駅・広島大学・広島バスセンター・広島駅新幹線口
- WILLER EXPRESS（昼行・夜行）
  - 京都駅八条口・高速長岡京・桃山台駅・WILLERバスターミナル大阪梅田 ⇔ バスステーション広島駅北口・広島八丁堀
  - 祇園四条・WILLERバスターミナル大阪梅田・ユニバーサル・スタジオ・ジャパン (USJ) ・神戸三宮 ⇔ 広島大学・バスステーション広島駅北口・広島バスセンター
- JAMJAMライナー（夜行）
  - ユニバーサル・スタジオ・ジャパン (USJ) ・難波（パークス通）・梅田（プラザモータープール） ⇔ 東福山・広島駅南口
- さくら高速バス（夜行）
  - リーベルホテル大阪・梅田（ヨドバシ梅田タワーバスターミナル）・神戸市役所前（三菱UFJ銀行三宮支店前） ⇔ バスステーション広島駅北口

### 過去の運行系統
- サザンクロス号（昼行・夜行）
  - あべの橋バスステーション（天王寺駅） - 湊町バスターミナル(OCAT) → 南海なんば高速バスターミナル ⇔ 中筋駅 - 広島バスセンター - 広島駅新幹線口
  - あべの橋バスステーションは夜行便のみ。南海バスの路線では唯一あべの橋に発着していた。
  - 大阪発・大阪行ともにOCAT→南海なんば高速バスターミナルの順に停車していた。
  - 運行経路は以下の通りであった。
    - 大阪市阿倍野区内 - 阿倍野入口（広島行）/天王寺出口（大阪行） - 阪神高速14号松原線 - 阪神高速1号環状線 - 阪神高速13号東大阪線（大阪行のみ） - 阪神高速1号環状線 - 阪神高速15号堺線（大阪行のみ） - 湊町出入口 - 大阪市中央区・浪速区内（なんば） - 湊町出入口 - 阪神高速15号堺線（大阪行のみ） - 阪神高速1号環状線 - 阪神高速11号池田線 - 池田出入口 - 中国池田IC - 中国自動車道 - 山陽自動車道 - 広島IC - 国道54号 - 広島市内
- 山陽道昼特急広島号（昼行）
  - 京都駅烏丸口 / ユニバーサル・スタジオ・ジャパン (USJ) ・湊町バスターミナル (OCAT) ・大阪駅JR高速バスターミナル ⇔ 広島バスセンター・広島駅新幹線口
  - グラン昼特急に格上げ。同時に昼行便のUSJ乗り入れは廃止された。
- グラン昼特急広島／大阪京都号（昼行）
  - 京都駅烏丸口・大阪駅JR高速バスターミナル ⇔ 広島バスセンター・広島駅新幹線口
  - 広島エクスプレス（通常3列シート車使用）に格下げ。
- 青春昼特急広島／大阪号（昼行）・青春ドリーム広島／大阪号（夜行）
  - 大阪駅JR高速バスターミナル ⇔ 広島バスセンター・広島駅新幹線口
- グランドリーム広島／大阪京都号（夜行）
  - 京都駅烏丸口・大阪駅JR高速バスターミナル ⇔ 西条駅・広島大学・広島バスセンター・広島駅新幹線口
  - 広島ドリーム（通常3列シート車使用）に格下げ。

## 運行会社

### 広島エクスプレス・広島ドリーム号
- JRバス中国
  - 広島支店が昼行2往復・夜行1往復を担当[1]。

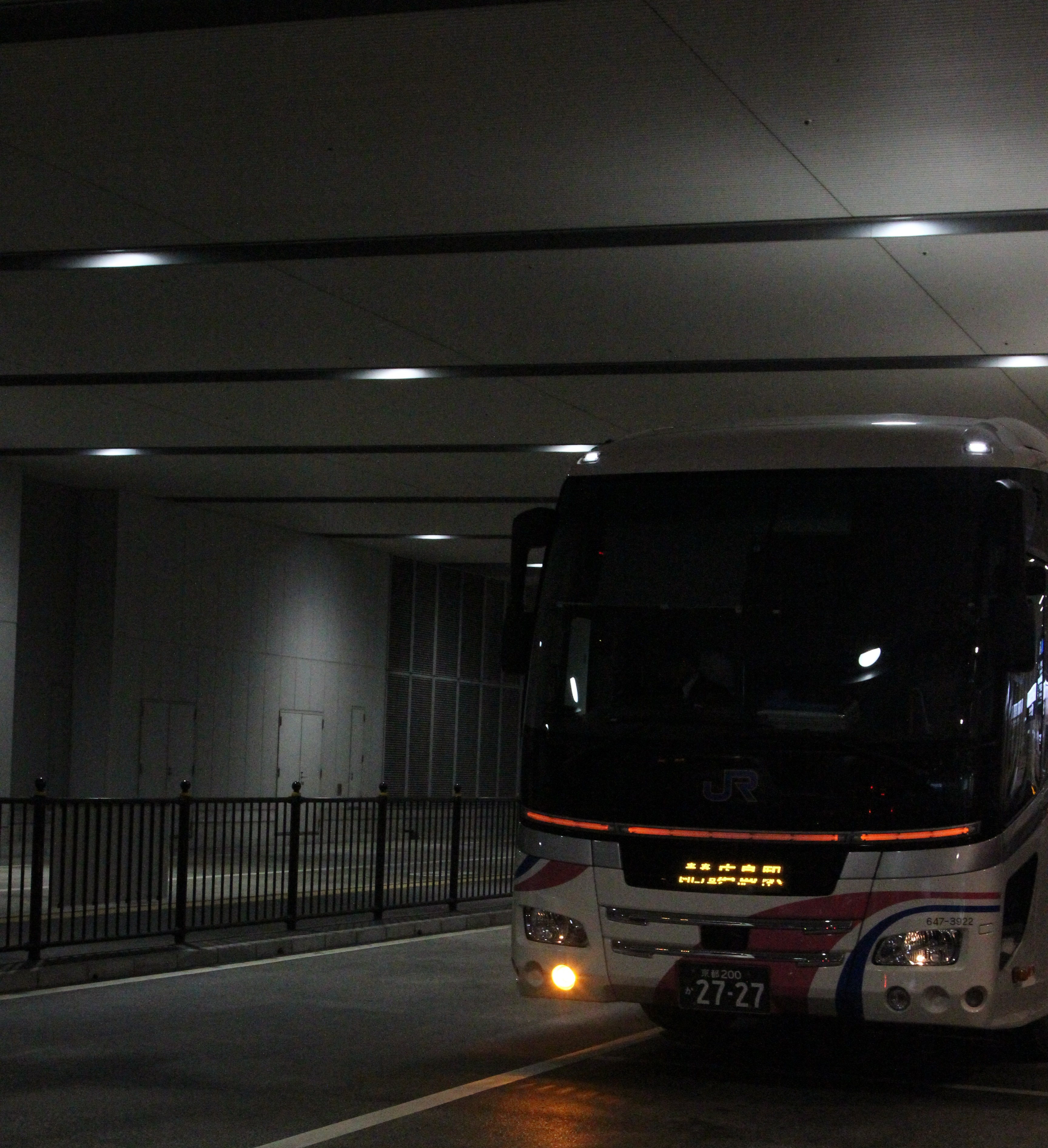
青春ドリーム広島号（西日本JRバス）大阪駅JR高速バスターミナルにて

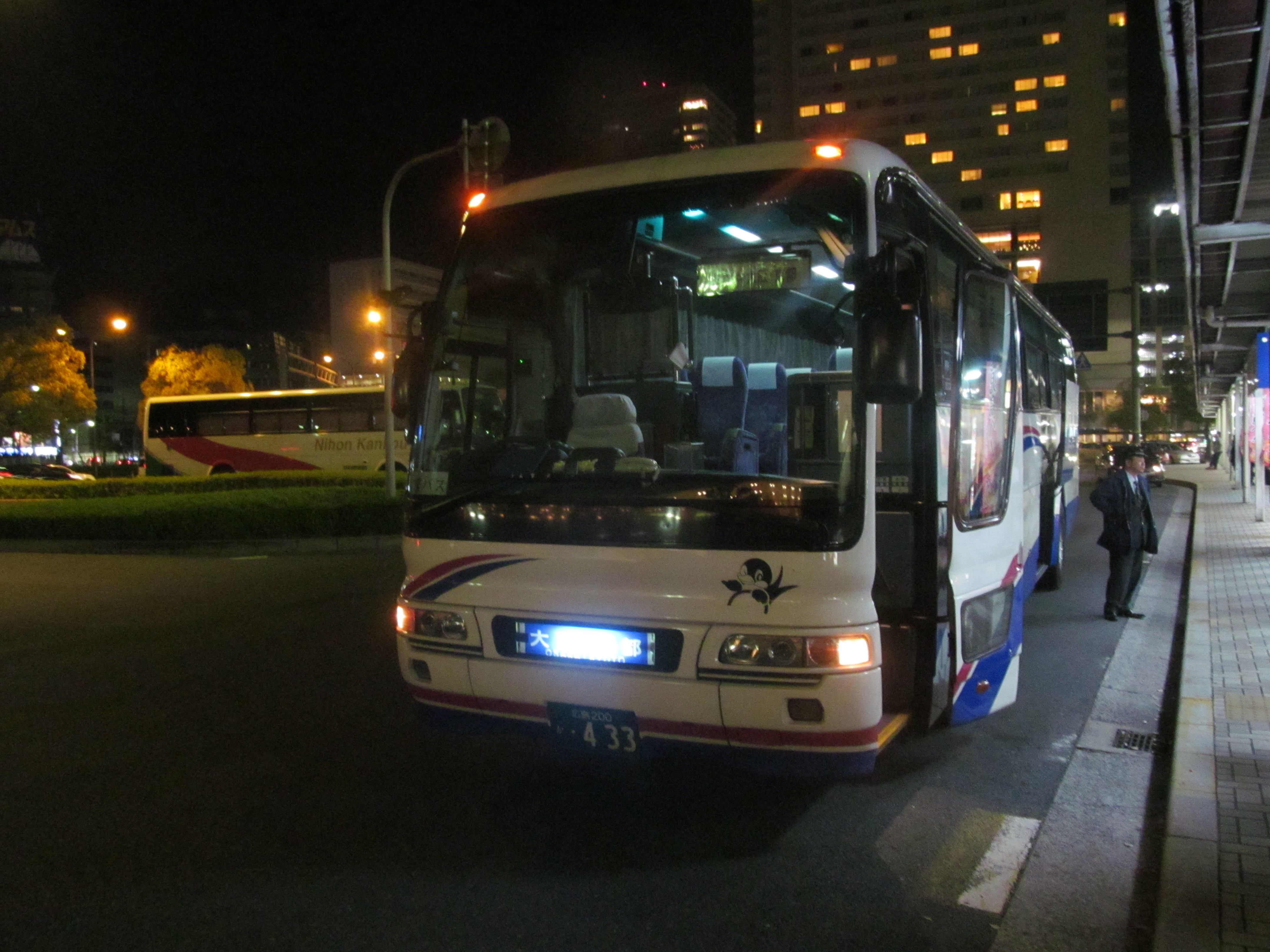
青春広島ドリーム大阪号（中国JRバス）

### WILLER EXPRESS
- 日本高速バス
  - 京都営業所が昼行1往復を担当。全区間ワンマン運行。
- WILLER EXPRESS
  - 広島営業所が昼行1往復（木・金・土曜限定）・夜行2往復を担当。全区間ワンマン運行。

### JAMJAMライナー
- ジャムジャムエクスプレス
  - 関西営業所が担当。

### さくら高速バス
- AT LINER
  - 本社営業所が担当。

### 過去の運行会社
- 南海バス（サザンクロス号、2013年8月8日廃止[2]）
  - 堺営業所が昼行1往復・夜行1往復を担当していた。
  - ワンマン運行のため、夜行便では途中約1時間乗務員の仮眠休憩が設定されていた。
  - ※2010年1月31日までは中国ジェイアールバスと共同運行しており、昼行便を「ビーナス号」、夜行便を「サザンクロス号」と名乗っていた。

## 主な停車停留所
- ｛停留所 - 停留所｝でくくられた中での相互の乗降はできない。
- 省略した停留所があるので、詳細は各運行業者のサイトで確認のこと。

広島エクスプレス大阪号（昼行）
大阪駅JR高速バスターミナル - ｛西条駅北口 - 中筋駅 - 広島バスセンター - 広島駅新幹線口｝
広島ドリーム大阪号（夜行）
大阪駅JR高速バスターミナル - ｛西条駅 - 広大中央口 - 大学会館前 - 中筋駅 - 広島バスセンター - 広島駅新幹線口}
WILLER EXPRESS（昼行・夜行）
- 昼行・夜行　リラックスシート
  - ｛京都駅八条口G2（八条通西向） - 高速長岡京 - 桃山台駅 - WILLERバスターミナル大阪梅田／大阪駅前｝ - ｛バスステーション広島駅北口 - 広島八丁堀｝

- 夜行　リラックス/コモド （C1321便・C1422便）
  - ｛祇園四条駅 - WILLERバスターミナル大阪梅田／大阪駅前 - USJ - 神戸三宮｝ - ｛広島大学学生会館前 - バスステーション広島駅北口 - 広島八丁堀｝ 高速長岡京・桃山台駅・大阪駅前・広島八丁堀は一部便のみ停車。大阪駅前は上り降車専用。

JAMJAMライナー（夜行）
- {ユニバーサル・スタジオ・ジャパン (USJ) ・難波（パークス通）・梅田（プラザモータープール）} ⇔ 東福山・広島駅南口バス停（セブンイレブン広島松原町店前）

### 休憩箇所
- 昼行便は中国JRバス担当便（グラン昼特急号と青春昼特急）が淡河PA・吉備SA・八幡PAで休憩。
- 夜行便は青春ドリーム広島号が白鳥PA、グランドリーム大阪号が福山SA、青春ドリーム大阪号が小谷SA、サザンクロス号は広島行が淡河PA、あべの橋行きが奥屋PAで休憩。グランドリーム広島号は乗客休憩なし（ワンマン運行のため、吉備SAで乗務員交代のための停車がある）。
- WILLER EXPRESSは、両方向とも三木SA・吉備SA・小谷SA（一部便は高坂PA）での休憩。

## 運行経路
グラン昼特急広島／大阪京都号・青春昼特急広島／大阪号・グランドリーム広島／大阪京都号・青春ドリーム広島／大阪京都号
京都駅（中央口) -国道1号 - 京都南IC - 名神高速道路 - 豊中IC - 阪神高速11号池田線 - 梅田出入口 - 大阪駅JR高速バスターミナル - 福島出入口 - 阪神高速11号池田線 - 池田出入口 - 中国池田IC - 中国自動車道 - 山陽自動車道 - 広島IC - 国道54号（祇園新道） - 中筋駅 - 広島バスセンター - 広島駅新幹線口

## 運行回数
広島エクスプレス・広島ドリーム号
昼行便1日2往復、夜行便1日1往復
WILLER EXPRESS
昼行便1日1往復、夜行便1日2往復
木曜日〜土曜日のみ昼行便1日2往復
JAMJAMライナー
夜行便1日1往復
さくら高速バス
夜行便1日1往復

## 歴史
- 1990年（平成2年）12月21日 - 「ヴィーナス号」運行開始[3][4]。
- 2002年（平成14年）7月20日 - 山陽道昼特急運行開始[3]。1日2往復で昼行便で運行。
- 2003年（平成15年）3月20日 - 昼行1日3往復に増便。新たに夜行バスを1日1往復運行開始。
- 2003年（平成15年）7月19日 - 昼行1日5往復に増便。
- 2004年（平成16年）7月16日 - 「山陽道昼特急広島号」・「山陽ドリーム広島号」にバス停追加（宝塚インター、西宮北インター）。
- 2010年（平成22年）
  - 2月1日 - 中国JRバスがなんば発着便から撤退（あわせて上り夜行便のUSJ乗り入れを中止）。なんば発着便の愛称を「サザンクロス号」に統一。 広島側の予約・発券・運行支援業務は継続。
  - 4月1日 - 「山陽道昼特急広島号」1往復（下り7号・上り2号）を京都駅まで延長。京都発着便を除く「山陽道昼特急広島号」・「山陽ドリーム広島号」が湊町バスターミナル発着（USJ発着の下り5号・上り4号は経由）となり、中国道上の宝塚ICと西宮北ICへの停車を廃止。「青春昼特急広島号」、「青春ドリーム広島号」（ともに京都駅発着・大阪駅経由）を新設。
- 2013年（平成25年）
  - 7月31日 -「新高速バス制度」施行に伴い、WILLER EXPRESSが高速ツアーバスから移行する形で広島 - 大阪線に参入。当初の運行は、広島 - 関西便を受託運行していた日本観光との合弁会社である日本高速バスが担当。
  - 8月8日 - 「サザンクロス号」廃止[2]。
- 2014年（平成26年）7月 - WILLER EXPRESS中国発足に伴い、WILLER EXPRESSが同社と日本高速バスによる共同運行に変更される。
- 時期不明 - ジャムジャムエクスプレス関西が広島 - 大阪線に参入。
- 2017年（平成29年）12月22日 - 西日本JRバス・中国JRバス運行便のダイヤ、車両及び運賃をリニューアル。名称を「グラン昼特急広島／大阪号」「グランドリーム広島／大阪号」および「青春昼特急広島／大阪京都号」「青春ドリーム広島／大阪京都号」とする。昼特急とドリーム号には「グランドリーム」車両を充当。あわせて運賃を改定[5]。
- 2018年（平成30年）8月1日 - 平成30年7月豪雨に伴うバス代行輸送対応のため、西日本JRバス・中国JRバス運行便がこの日より（一部便は同年7月31日より）「グラン昼特急」「グランドリーム号」各1往復を除き当面の間運休[6]。
- 2019年（平成31年）4月11日 - WILLER EXPRESSの広島駅停車場所がバスステーション広島駅北口に変更される。
- 2020年（令和2年）4月8日 - 新型コロナウイルス感染拡大の影響により、JRバス各便がこの日より同年6月11日まで（「青春昼特急号」の1往復は4月9日から6月12日まで）運休[7]。
- 2021年（令和3年）3月19日 - WILLER EXPRESSが広島バスセンターに乗り入れ開始[8]。
- 2023年（令和5年）4月1日 - JRバスがダイヤ改正。全便が中国ジェイアールバスの運行となり、昼行便を1往復減便。湊町バスターミナル (OCAT)、ユニバーサル・スタジオ・ジャパン(USJ)、不動院の各停留所を廃止。「グラン昼特急・グランドリーム号」の運行区間を京都〜広島に、「青春昼特急・青春ドリーム号」の運行区間を広島〜大阪に変更[9]。
  - 10月1日 - JRバスが再度ダイヤ改正。「グラン昼特急・グランドリーム号」を通常3列シート車使用の「広島エクスプレス・広島ドリーム号」に格下げ、同時に京都駅乗り入れを廃止し、広島エクスプレス号は西条駅（北口）に新たに停車する。「青春昼特急・青春ドリーム号」は全便廃止[10]。

## 使用車両
「広島エクスプレス・広島ドリーム号」は以前出雲エクスプレス大阪京都号で使用されていた通常3列シートのハイデッカー車両（いすゞ・ガーラ）で運行される。
「グラン昼特急広島／大阪号」と「グランドリーム広島／大阪号」は京阪神 - 東京線・大阪 - 金沢線などで運用されているのと同等の「グランドリーム号」車両（いすゞ・ガーラ）で運行されていた。
「山陽道昼特急広島号」と「山陽ドリーム広島号」は原則としてダブルデッカー車（三菱ふそう・エアロキング）で運行していた。ただし、続行便や点検時はスーパーハイデッカー車（いすゞ・ガーラ <本革シート車両の場合あり> または三菱ふそう・エアロクイーンⅠ）、ハイデッカー車（日野・セレガ）を充当していた。なお、中国ジェイアールバス担当便では、同社が保有する2列-1列シート・パウダールーム装備のハイグレード貸切車「プレミアム24」を使用した女性専用車が運行されたことがある。
「青春昼特急広島／大阪京都号」と「青春ドリーム広島／大阪京都号」、WILLER EXPRESSとJAMJAMライナーは原則としてハイデッカー車で運行。
「サザンクロス号」は原則としてスーパーハイデッカー車（三菱ふそう・エアロクィーン）で運行されていた。

### 使用車両画像一覧

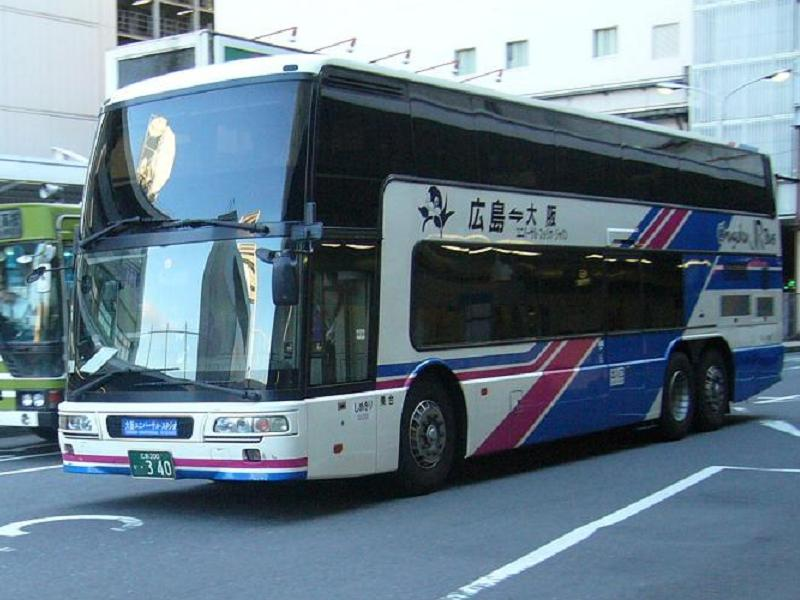
山陽道昼特急広島号 （中国JRバス）
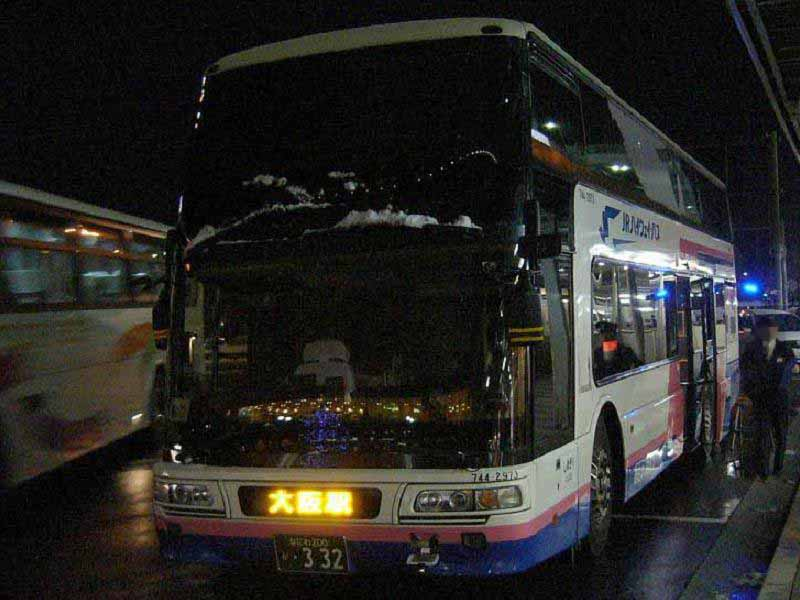
山陽ドリーム広島号 （西日本JRバス）
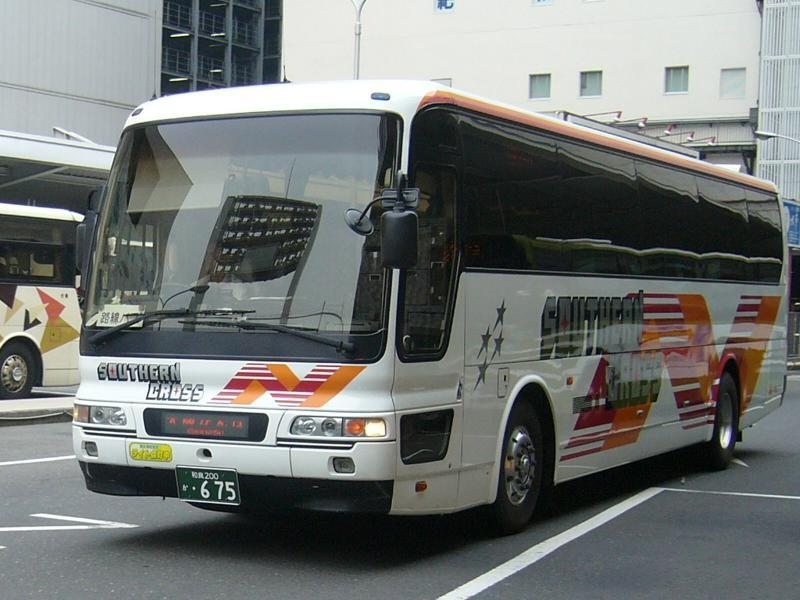
サザンクロス号（南海バス）
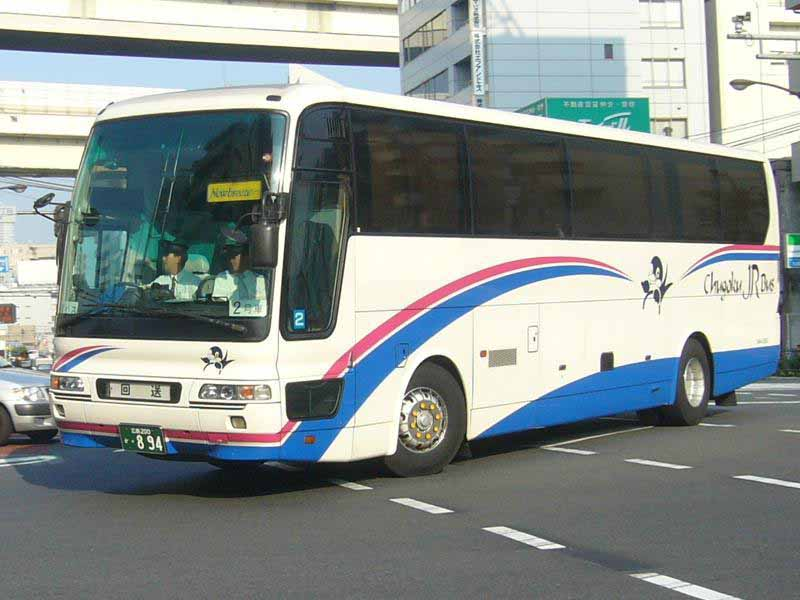
ヴィーナス号と同形式車両（中国JRバス）

## 車内設備
- 3列シート（青春昼特急広島号・青春ドリーム広島号とWILLER EXPRESSの「シアター」及び通常の「リラックス」シリーズは4列シート。WILLER EXPRESSの「シアター」及び「リラックス」シリーズの一部車両は座席モニターを装備。JAMJAMライナーは3列・4列合造シート。）
- トイレ（WILLER EXPRESSを除く全便）
- フットレスト
- レッグレスト
- 読書灯
- 電源コンセントまたはUSBポート（「広島エクスプレス・広島ドリーム号」は装備しない場合あり）

## その他
- 広島特急ニュースター号（大阪バス）
  - 2014年（平成26年）運行開始予定と一部で報じられたが、2017年（平成29年）現在運行されていない[11]。